# Heinrich Köbner

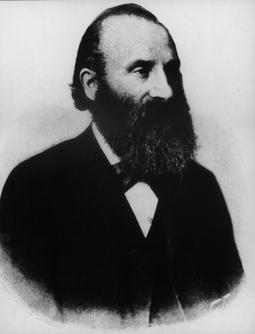
Heinrich Köbner

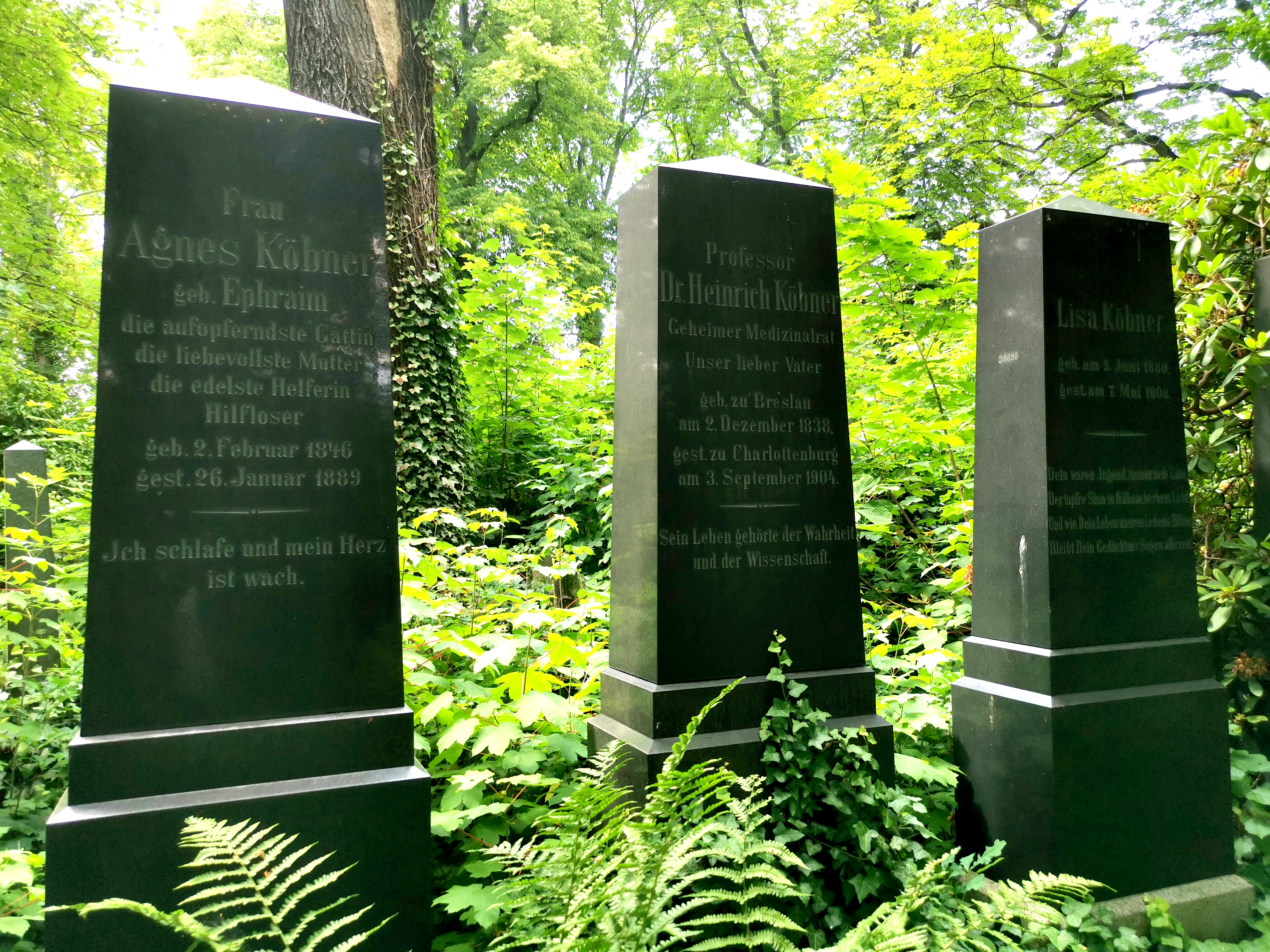
Grabstelle auf dem Jüdischen Friedhof Berlin-Weißensee, Feld S 1

Heinrich Köbner (* 2. Dezember 1838 in Breslau; † 3. September 1904 in Berlin) war ein deutscher Dermatologe. Er gehört zu den Begründern der Dermatologie in Deutschland und beschrieb den auch als „Köbner-Phänomen“ oder „Köbner-Effekt“ bezeichneten isomorphen Reizeffekt.

## Leben
Köbner studierte von 1855 bis 1859 in Breslau und Berlin Medizin. 1859 wurde er in Breslau mit der Arbeit Physiologisch-chemische Untersuchungen über Rohrzuckerverdauung promoviert. Nach Aufenthalten in Wien bei Ferdinand von Hebra und in Paris gründete Köbner 1861 in Breslau das „Dr. Köbnersche Institut für Haut- und Geschlechtskrankheiten“, die erste Poliklinik für Dermatologie in Deutschland. 1869 habilitierte sich Köbner, 1872 wurde er zum außerordentlichen Professor am neuerrichteten Lehrstuhl für Dermatologie an der Universität Breslau berufen.
Über viele Jahre bemühte er sich um die Gründung einer eigenständigen Universitäts-Hautklinik in Breslau. Die Klinik wurde letztlich 1877 (andere Angaben: 1876) eingerichtet und Köbner stand ihr eine kurze Zeit als Direktor vor. Gesundheitliche Probleme und längere Kuraufenthalte zwangen ihn letztlich, seine Professur niederzulegen und 1877 nach Berlin überzusiedeln. 1884 begründete er auch dort eine Poliklinik für Dermatologie. Die Leopoldina wählte Köbner 1893 zum Mitglied, 1897 wurde er zum Geheimen Medizinalrat ernannt.
Sein Sohn war der Verwaltungsjurist Otto Max Köbner.

## Wirken
Zu den Interessenschwerpunkten Köbners zählten neben der Syphilis und der Schuppenflechte (Psoriasis) auch die Lepra. Er veröffentlichte zahlreiche Schriften zu diesen und anderen dermatologischen Themen.
Bei einer Sitzung der „Medizinischen Sektion der Schlesischen Gesellschaft für Kultur“ beschrieb Köbner 1872 erstmals das Auftreten typischer Effloreszenzen nach unspezifischer Reizung der Haut von an Schuppenflechte (Psoriasis) erkrankten Patienten. Dieser isomorphe Reizeffekt wurde später bei weiteren Erkrankungen beschrieben und wird auch als „Köbner-Phänomen“ bezeichnet.
Gemeinsam mit Georg Lewin hatte er über viele Jahre den Vorsitz der Berliner Dermatologischen Gesellschaft, der 1886 gegründeten und damit ältesten deutschen Fachvereinigung für Dermatologie, inne.

## Veröffentlichungen (Auswahl)
- Physiologisch-chemische Untersuchungen über Rohrzuckerverdauung. Breslau, 1859. (Dissertation)
- Klinische und experimentelle Mitteilungen aus dem Gebiete der Dermatologie und Syphilidologie. Enke, Erlangen 1864.
- Über Arznei-Exantheme, insbesondere über Chinin-Exanthem. Berlin 1877.
- Zur Frage der Übertragbarkeit der Syphilis auf Thiere. Wien 1883.
- Über Pemphigus vegetans nebest diagnostischen Bemerkungen über die anderen mit Syphilis verwechselten blasenbildenden Krankheiten der Schleimhäute in der äußeren Haut. Berlin 1894–1896.